# Рева, Борис Михайлович
Борис Михайлович Рева (1936—2002) — хозяйственный деятель, лауреат Премии Совета Министров СССР.

## Биография
Борис Рева родился 21 октября 1936 года в Керчи в семье рабочего.

В 1960 году окончил Киевский политехнический институт, после чего работал инженером-механиком сварочного производства треста «Центрэнергомонтаж» Министерства энергетики СССР.
С 1972 года жил в Смоленске. Руководил монтажным управлением на строительстве Смоленской ТЭЦ-2, а в 1979 году назначен руководителем Управления строительства Смоленской атомной электростанции в городе Десногорске Смоленской области. Под его непосредственным руководством спроектированы и построены все три энергоблока станции.
В январе 1990 года назначен заместителем председателя Смоленского облисполкома по строительству, а в 1991 году — первым заместителем главы администрации Смоленской области. После распада СССР возглавил акционерное общество «Энергокомплект», а в 1996 году — финансово-строительную корпорацию «Щит». 
Баллотировался в губернаторы Смоленской области в 1998 году. 
Награждён орденами Ленина (30.05.1984) и Трудового Красного Знамени (17.05.1977), медалью «За освоение целинных земель».

Лауреат Премии Совета Министров СССР 1984 года, Почётный энергетик СССР, Почётный строитель Польши.

Посмертно удостоен звания Почётный гражданин Десногорска. 

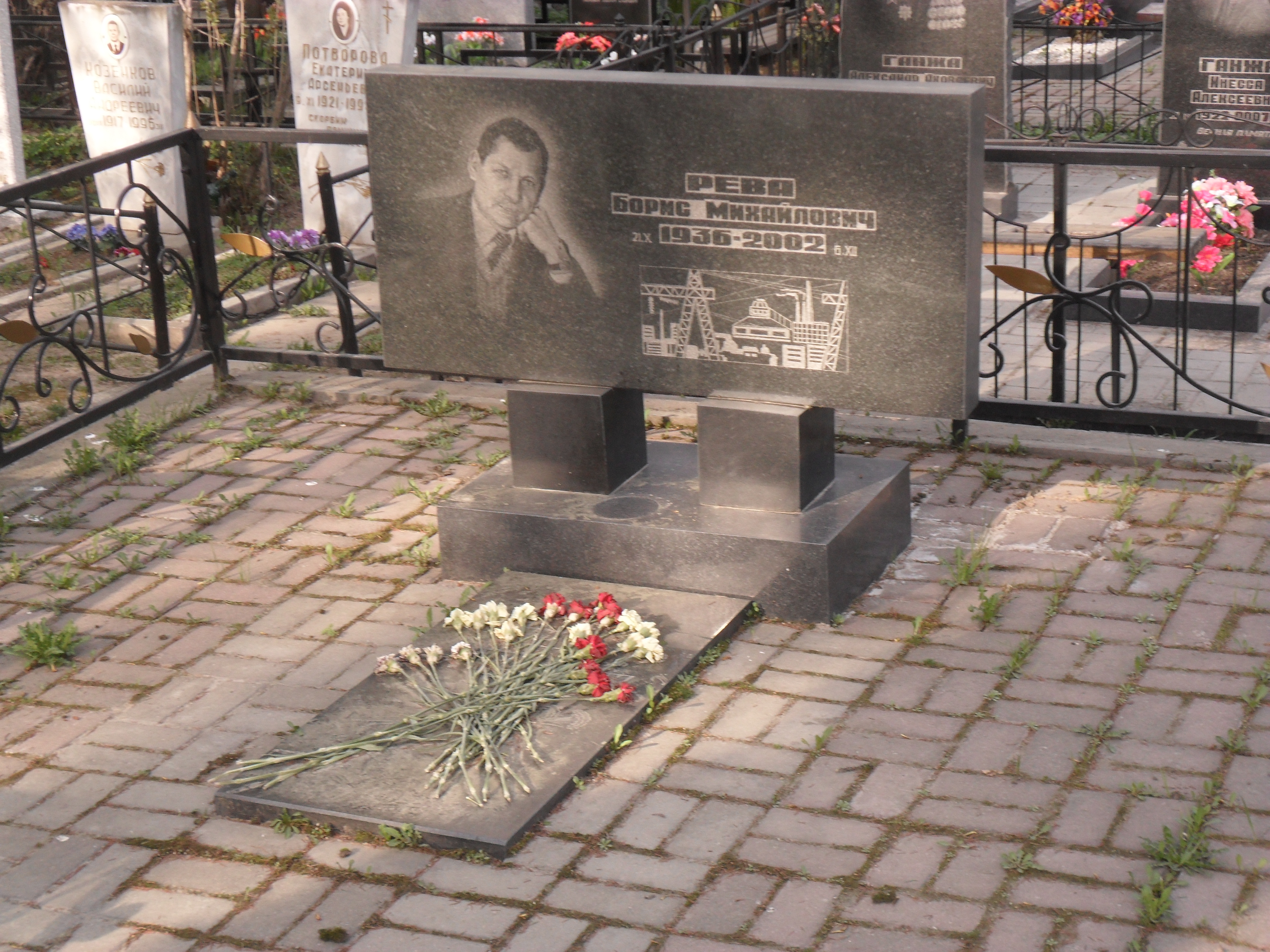
Могила Ревы на Братском кладбище Смоленска.

Умер 6 декабря 2002 года.
Похоронен на Братском кладбище Смоленска.
В 2004 году в Десногорске установлен бронзовый бюст Бориса Ревы.